# Hidrogenoftalato de potássio

Hidrogeno ftalato de potássio ou biftalato de potássio, abreviado para simplesmente KHP (de seu nome em inglês com o símbolo do potássio, K hydrogen phthalate), é um sólido branco ou incolor e iônico que é sal de potássio  do ácido ftálico de fórmula química KHC8H4O4 ou C8H5KO4. O hidrogênio é levemente ácido,e se apresenta como útil para ser usado como um padrão primário ácido-base titrimétrico porque é um sólido estável ao ar, fazendo-o fácil de ser pesado precisamente. É também usado como um padrão primário para calibração de pH-metros porque, pelas propriedades já mencionadas, seu pH em solução é muito estável. O pH de uma solução aquosa de KHP 0.05 mol.L−1  em várias temperaturas é dado pela seguinte tabela:
| T (°C) | pH    |
| ------ | ----- |
| 0 °C   | 4.000 |
| 5 °C   | 3.998 |
| 10 °C  | 3.997 |
| 15 °C  | 3.998 |
| 20 °C  | 4.000 |
| 25 °C  | 4.005 |
| 30 °C  | 4.011 |
| 35 °C  | 4.018 |
| 40 °C  | 4.022 |
| 45 °C  | 4.027 |
| 50 °C  | 4.050 |

KHP pode ser usado como um agente tamponador (em combinação com HCl ou NaOH dependendo de qual lado do pH 4.0 o tampão deve situar-se) mas não deve ser usado como um tampão para reações de decarboxilização, pois tais reações degradam o KHP e destroem os grupos de conjugação.